# قانون محمد علي لإصلاح الملاكمة
قانون محمد علي لإصلاح الملاكمة (بالإنجليزية: Muhammad Ali Boxing Reform Act)‏ والذي يشار إليه عادة باسم قانون علي (بالإنجليزية: Ali Act)‏، هو قانون اتحادي تم تقديمه في عام 1999 وتم سنه(إقراره) في 26 مايو 2000 من قِبل الكونجرس رقم 106 من أجل: حماية حقوق ورفاهية الملاكمين؛ ومساعدة لجان الدولة للملاكمة للإشراف على الملاكمة؛ وزيادة الروح الرياضية والنزاهة في صناعة الملاكمة. هذا القانون يعدل قانون سلامة الملاكمة للمحترفين لعام 1996 من خلال التوسع في التشريع ضد الاستغلال وتضارب المصالح والإكراه، فضلاً عن التعديلات الإضافية.  
لاحظ كونغرس الولايات المتحدة من خلال البحث أن هناك عددًا من المشاكل في رياضة الملاكمة والتي تحتاج إلى تغيير لضمان سلامة وحماية الملاكمين المحترفين. ذُكِر عدد من تلك المشاكل التي حصرها الكونجرس فيما يلي:
1. لا تخضع الملاكمة المحترفة لأي دوري أو اتحاد أو أي شكل من أشكال منظمة قائمة مثل غالبية الرياضات الاحترافية الأخرى.
2. إن مسؤولي الدولة لا يضمنون حماية الملاكمين وليسوا على علم بالعقود التي وافق عليها الملاكمون.
3. يستغل المروجون هذه الرياضة من خلال إدارة شؤون تجارية غير شريفة. لا يتم معاقبة المروجين بسبب كون بعض الدول أقل صرامة بشأن الشروط القانونية المنصوص عليها في العقود.
4. لا يوجد نظام تصنيف مُقدم لتصنيف الملاكمين المحترفين ، وبالتالي فإن التصنيفات تخضع للتلاعب من قبل المسؤولين.
5. كان هناك تدخل كبير في الرياضة بسبب المنافسة المفتوحة من قبل الهيئات التقييدية والمضادة للمنافسة.
6. لا توجد قيود على العقود التي يتفق عليها الملاكمون مع المروجين والمديرين. من الضروري إنفاذ إصلاح العقد الوطني الذي يضمن سلامة الملاكمين المحترفين والجمهور من العقود غير القانونية وتعزيز نزاهة الرياضة.

تلقى هذا القانون العديد من الانتقادات، لأنه يوفر القواعد ولكنه يترك تنفيذها للدولة دون إرشادات محددة. هناك انتقادات أخرى تنص أن الكونجرس ليس له أي غرض في تنظيم الملاكمة ، خاصة إذا كان لا ينظم أي رياضة أخرى. 
في مايو 2016 ، قُدِّم مشروع قانون إلى الكونغرس من قبل ماركواين مولين ، وهو سياسي ومقاتل سابق في الفنون القتالية المختلطة ، لتمديد هذا القانون إلى فنون القتال المختلطة. 

## روابط خارجية
- نص القانون